# Efecte lunar

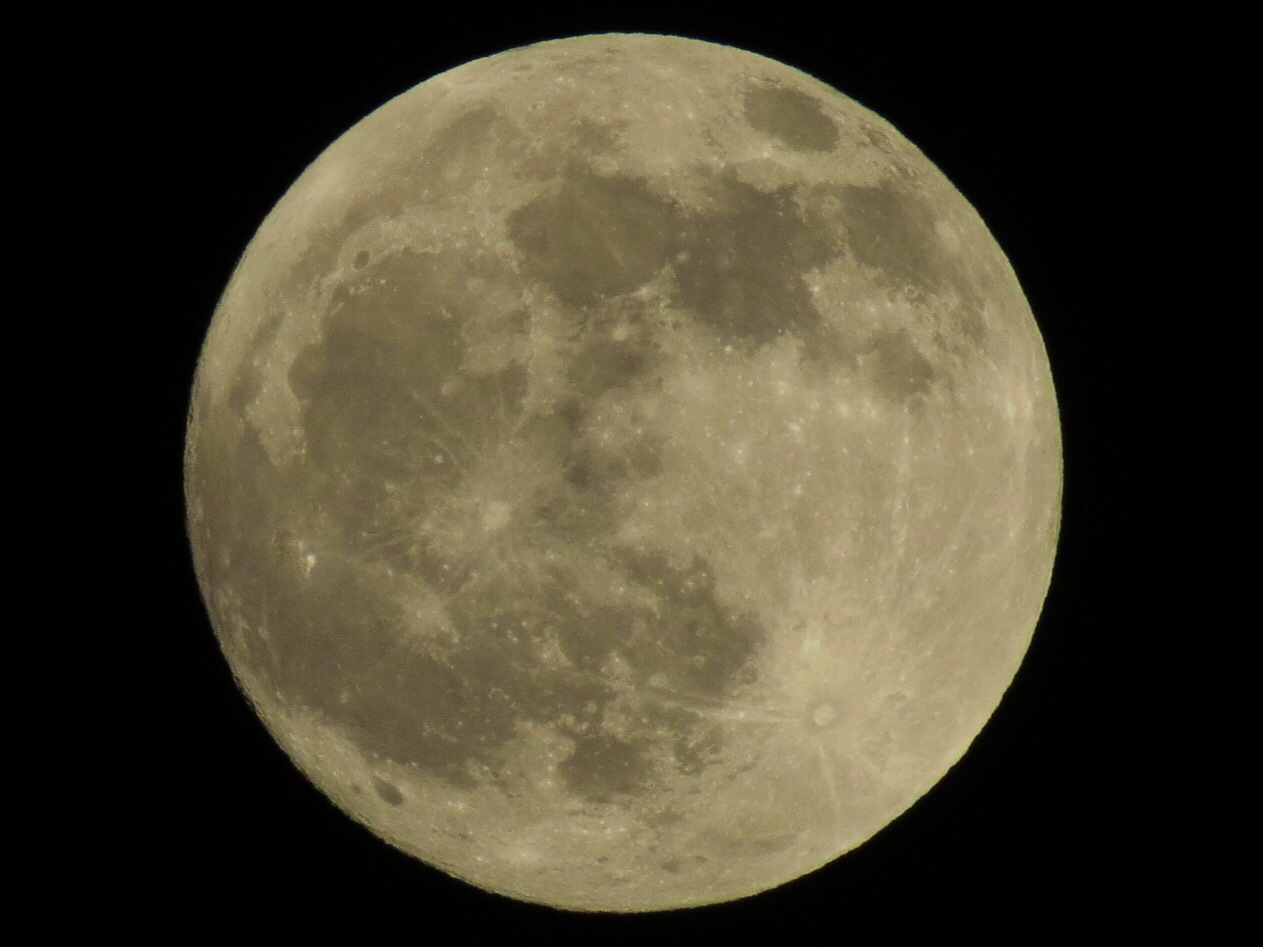
Tot i les creences generalitzades, cap estudi científic vàlid ha trobat alguna vegada un extraordinari efecte significatiu de la lluna plena sobre la vida a la Terra

El terme efecte lunar es refereix a la creença que hi ha una correlació entre les etapes específiques del cicle lunar sobre la Terra i el comportament dels animals, incloent els éssers humans, que no pot simplement ser explicat per la variació en els nivells de llum. Un nombre considerable d'estudis han examinat la creença: al final de la dècada de 1980, hi havia almenys quaranta estudis publicats sobre la suposada connexió lunar, i almenys vint estudis publicats sobre la suposada connexió de la Lluna amb la natalitat. Després de diverses revisions i metanàlisis extenses dels documents, no s'ha trobat cap correlació entre el cicle lunar i la biologia humana o el comportament. Un estudi amb controls experimentals forts indica una possible relació entre la qualitat del son i les fases lunars, però no hi ha hagut confirmació independent d'aquests resultats fins a la data.